# Peter Cargill
Peter Cargill (ur. 2 marca 1964 w Saint Ann, zm. 15 kwietnia 2005 tamże) – piłkarz jamajski występujący na pozycji obrońcy.

## Kariera
Zaliczył 84 mecze w reprezentacji narodowej. Był jednym z współtwórców największego sukcesu piłki jamajskiej – awansu do finałów mistrzostw świata we Francji w 1998; wystąpił w 15 meczach eliminacji na pozycji pomocnika, zdobył w tych spotkaniach jedną bramkę. W turnieju finałowym wystąpił w dwóch przegranych meczach z Chorwatami (1:3) i Argentyńczykami (0:5); bez Cargilla w składzie Jamajka pokonała Japonię, ale nie wystarczyło to do awansu do dalszych gier. W czasie Mundialu Cargill był zawodnikiem klubu Harbour View Kingston. Grał także w izraelskich Maccabi Netanja oraz Beitarze Jerozolima.
Pracował m.in. jako trener Watehouse FC. W drodze na mecz tego zespołu zginął w wypadku samochodowym.
Został upamiętniony w piosence swojego rodaka Seana Paula pt. "Never gonna be the same".